# Негр
Негр (фр. nègre, исп. negro, от лат. Niger — «чёрный» [цвет]) — принятое во многих языках название представителя негроидной расы. Неграми называют коренное население Тропической и Южной Африки, а также потомков разноплемённых невольников, ввезённых с Африканского континента на Американские континенты в XVI—XIX веках. В западном мире термины «негр» и «чёрный» могут рассматриваться как оскорбительные в связи с тем, что они были навязаны рабовладельцами. Употребление термина «негры» как общего этнического названия некорректно, поскольку к неграм в Африке относят большое число различных народов и племён, говорящих на языках многих языковых семей и групп.
Сами африканцы название «негры» не употребляют.
В английском языке термин «негр» (англ. negro) исторически использовался для обозначения чернокожих африканцев. Слово negro означает «чёрный цвет» в испанском и португальском языках, откуда оно было заимствовано в английский язык.
«Негроидная раса» является устаревшим понятием расовой классификации, в рамках которой рассматривается как одна из больших рас человечества. С появлением современной генетики концепция отдельных человеческих рас в биологическом смысле устарела.

## Состав
К числу негров в Африке относят большое число разных народов и племён, говорящих на языках многих семей и групп: банту, восточной бантоидной, гур, атлантической, нилотской и др. В Америке негры в значительной мере смешались с «белым» и отчасти с индейским населением и приняли господствующие языки — английский, португальский, испанский, французский, голландский. Более 2/3 из них относятся к мулатам. Большинство американских негров проживает в США и Бразилии. Большая часть остальных негров сосредоточено в бассейне Карибского моря. Американские негры образовали отдельные народы в Гаити, Ямайке, Гайане, Суринаме, на Барбадосе и некоторых других Малых Антильских островах, где они стали основным населением. В некоторых американских государствах негры входят в состав основных народов этих стран — таких как американцы США, бразильцы, кубинцы, венесуэльцы, колумбийцы, пуэрториканцы и др.

## История термина
Слова со схожим звучанием возникают в европейских языках в XVII веке в связи с колониализмом. Источником распространения было исп. negro («чёрный»), которое в свою очередь восходит к лат. niger, позднелат. negrus, negra («тёмный», «чёрный») и греч. Νέγρος; вскоре слово негр появляется и в русском языке. С возникновением европейского империализма, колониализма, колониального менталитета и псевдонаучного расизма в XIX веке слово широко распространилось как в обиходной речи, так и среди учёных. После окончания политики колониализма во второй половине XX века официальное употребление слов, производных от испанского negro, в ряде языков мира сильно сократилось и теперь распространяется в основном на вульгарную речь (так, с 1970-х годов в США слово Negro практически вытеснено словом англ. black, которое означает «чёрный»; во Франции принято слово фр. Africain — «африканец»).
Англоязычное просторечное слово (считающееся грубо оскорбительным в устах белых, но шутливо или иронично употребляемое самими чёрными) nigger, nigga восходит к Negro.

## Россия и СНГ

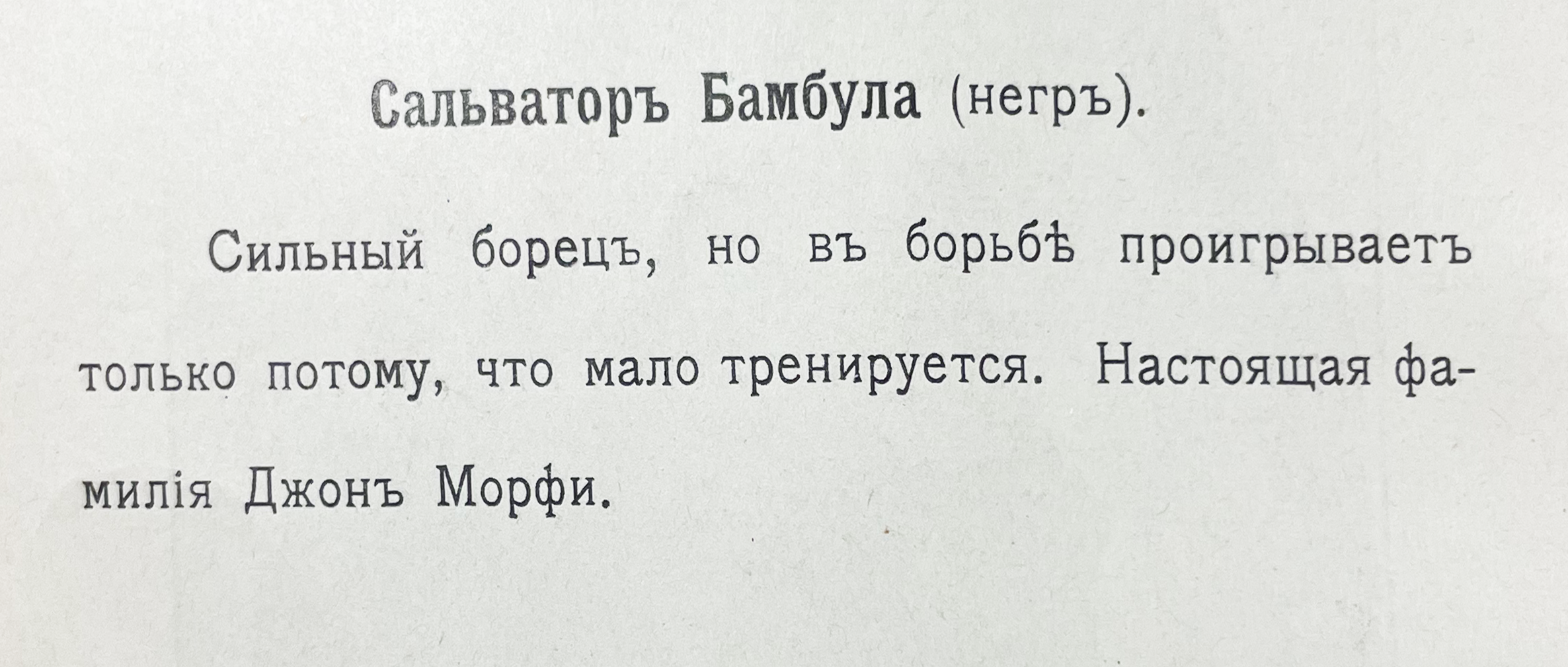
Пример употребления слова «негр» в справочнике, изданном в дореволюционной России, 1917 год

В дореволюционной России, в XVII—XVIII веках, применительно к чернокожим выходцам из Африки использовалось слово арап, самым известным из которых был арап Абрам Петрович Ганнибал, приёмный сын Петра I и прадед Александра Сергеевича Пушкина.
По определению Словаря Даля, негр — «чернотелый человек, арап, мурин, особ. уроженец знойной Африки».
Численность людей негроидной расы в России и СССР всегда были небольшой; приезд в страну во второй половине XX века значительного количества африканских студентов и появление у некоторых из них детей-мулатов не сильно изменили ситуацию.
Кроме того, в России и странах СНГ неграми называют также и особо темнокожих мулатов, хотя в регионах компактного проживания темнокожего населения (например, в Латинской Америке и ЮАР) между ними проводится чёткое различие.

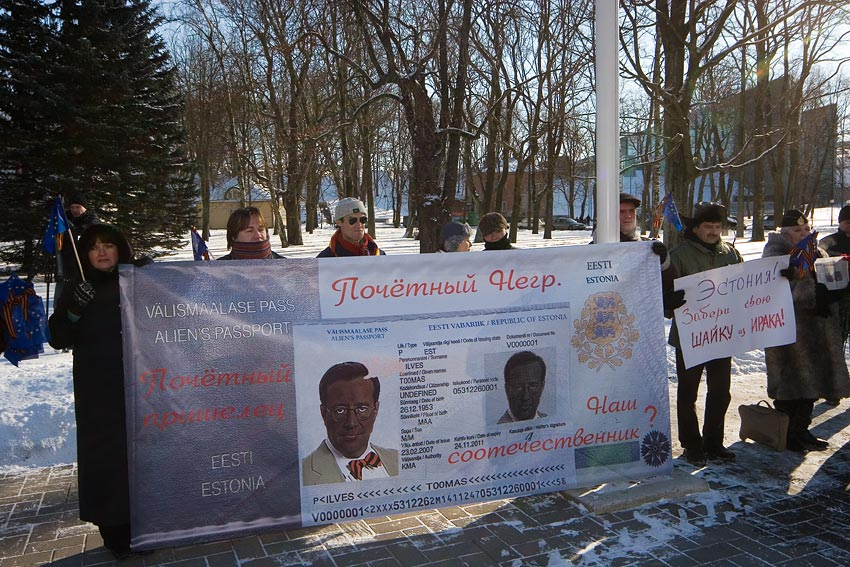
Пример употребления слова «негр» на пикете в Таллине в 2007 году

По определению Большой российской энциклопедии русское слово «негры» определяет представителей негрской расы.
Заимствованное из английского языка слово «ниггер» (nigger) употребляется в его оригинальном значении — как расистское оскорбительное наименование чернокожего. Антропологический термин «негрито́с» в просторечии используется как шутливое, а слово «черномазый» или «чёрный» — как оскорбительное. Слово «негр» в современных словарях русского языка не имеет стилистических помет и относится к общеупотребительным. Однако в последнее время, вслед за изменениями в английском языке, появилось мнение о том, что это слово стало нести оскорбительный оттенок и в русском языке. Фонд «Гражданское содействие» рекомендует использовать вместо него термины «темнокожий», а также «африканец», «афроамериканец», «афророссиянин» и аналогичные.

## Культурно-языковые нюансы

### США
В США термины для обозначения темнокожего населения эволюционировали следующим образом: Negro («негр»), Darkie («темнушка)», Colored («цветные»), Black («чёрные»), African American («афроамериканец»). Характерной особенностью терминологии США является постепенное исчезновение заимствованных из испанского терминов для обозначения людей смешанного происхождения (мулаты, квартероны и др.), употреблявшихся в XIX веке. Слово «negro» может быть употреблено как историзм и до сих пор используется в ряде названий организаций (прим. United Negro College Fund).
Согласно Оксфордскому словарю английского языка, первое уничижительное употребление термина «ниггер» (англ. nigger или англ. niger) состоялось в 1775 году. В конце XVIII — начале XIX века слово «ниггер» также описывало фактическую трудовую категорию, которую темнокожие рабочие приняли для себя в качестве социальной идентичности, и поэтому белые люди использовали это слово как дистанцирующий или уничижительный эпитет. К 1859 году этот термин явно использовался для оскорбления, например в нападках на аболициониста Джона Брауна. Термин «цветной» (англ. colored) или «негр» (англ. negro) стал уважительной альтернативой термину «ниггер». В 1851 году Бостонский комитет бдительности, аболиционистская организация, разместил предупреждение для цветного населения Бостона и окрестностей. В 1904 году журналист Клифтон Джонсон документально подтвердил «отвратительный» характер слова «ниггер», подчеркнув, что оно было принято на Юге именно потому, что было более оскорбительным, чем «цветной» или «негр». К началу XX века слово «цветной» стало достаточно распространенным, чтобы его выбрали в качестве расового самоидентификатора Национальной ассоциации содействия прогрессу цветного населения (NAACP). В 2008 году Карла Симс, её директор по коммуникациям, заявила: «Термин „цветной“ не является уничижительным, [NAACP] выбрала слово „цветной“, потому что это было наиболее позитивное описание, обычно используемое [в 1909 году, когда была основана ассоциация]. Оно устарело и древнее, но не оскорбительное».

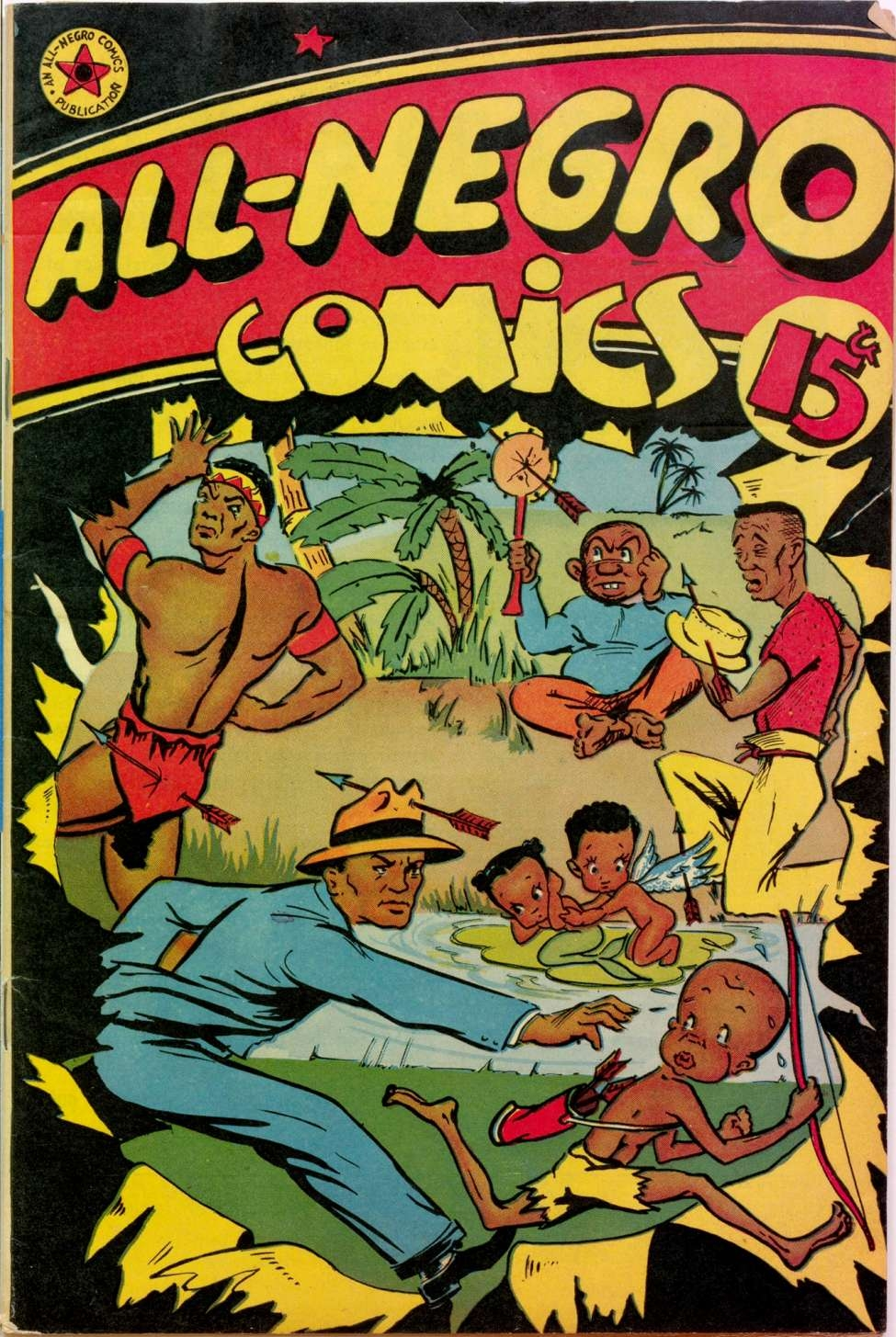
«Негритянские комиксы» — антология комиксов 1947 года, написанная американскими чернокожими писателями и содержащая чернокожих персонажей

К концу 1960-х годов социальные изменения, вызванные движением за гражданские права, узаконили расовую принадлежность слова «чёрный» (англ. black) в качестве основного в американском английском языке для обозначения чернокожих американцев африканского происхождения. Президент Томас Джефферсон использовал это слово в отношении своих рабов в «Заметках о штате Виргиния» (1785), но «чёрный» не получил широкого распространения до конца XX века. Начиная с 1980-х годов, слова, считающиеся оскорбительным, постепенно заменяются эвфемизмом «слово на букву „Н“» (англ. the N-word). В 1980-х годах термин «афроамериканец» продвигался по аналогии с терминами «немецкий американец» и «ирландский американец» и был принят основными СМИ.
Некоторые чернокожие американцы продолжают использовать слово «ниггер» или «нигга», без иронии либо чтобы нейтрализовать влияние этого слова, либо в знак солидарности. Чернокожие представители американской культуры по-разному трактуют значение терминов. Комик Крис Рок в своей программе 1996 года «Нигги против чёрных» (англ. Niggas vs. Black People) проводит различие между «ниггой», которого он определил как «ублюдка с низкими ожиданиями», и «чёрным человеком». В отличие от него, Тупак Шакур, которому приписывают легитимизацию термина «нигга», проводил различие между «ниггером» и «ниггой»: «Ниггеры — это те, кто повешен на веревке на дереве; нигга — это тот, кто повесил золотую цепь и зависает в клубах».
К примеру, детективный роман английской писательницы Агаты Кристи «Десять негритят» (англ. Ten Little Niggers), написанный в 1939 году, из-за недостаточной политкорректности был переименован в «Десять маленьких индейцев» (англ. Ten Little Indians), затем, когда уже и это название перестало удовлетворять, — в «Десять солдатиков» (англ. Ten Little Soldiers). Ныне же книга печатается под названием «И никого не стало» (англ. And Then There Were None).

### Либерия
Конституция Либерии допускает получение гражданства Либерии только «неграм» (англ. negro). Таким образом, люди другого расового происхождения, даже если они прожили много лет в Либерии, не могут стать гражданами страны.

### Латинская Америка
В русскоязычных текстах по антропологии, расоведению, в текстах специалистов по Латинской Америке и особенно в текстах об истории рабства слово «негр» всегда было нейтральным. В испанском языке слово «negro» употребляется также в значении «приятель» и др. (Аргентина, Чили, Уругвай), хотя в Доминиканской Республике, где значительная часть населения имеет африканское происхождение, слово «негр» носит негативный оттенок из-за былой оккупации этой страны чернокожими войсками Гаити. Поэтому в испанском языке употребляется слово «prieto» и др.

#### Бразилия
В португальском языке Бразилии употребляются понятия порт. preto «прету» и порт. negro «негру». До недавнего времени более распространённое слово «preto» (чёрный цвет) употреблялось повсеместно, включая последнюю перепись населения страны.

### Романоязычные страны Средиземноморья: «негроафриканцы»
В романоязычных странах Средиземноморского бассейна, исторически имеющих тесные контакты с североафриканскими странами с арабским, берберским и негритянским населением, в официальных документах в настоящее время часто используется термин «негроафриканцы» (исп., португал., итал. negroafricano, в португальском также прилагательное negro-africano), позволяющий выделить из смешанного населения африканских стран именно негритянский элемент.
В литературном французском языке также широко используются существительное и прилагательное négro-africain с нейтральной коннотацией, в то время, как nègre коннотируется неоднозначно, в зависимости от контекста: от нейтрального до оттенка гордости в рамках негритюда либо принадлежности к чёрной франкоязычной культуре.

## Переносные значения
С XIX века из французского языка распространилось метафорическое выражение «литературные негры» (фр. nègres littéraires), означающее реальных авторов литературного произведения, которое выходит под именем другого лица (номинальный автор нанимает «литературных негров», которые пишут за него и их авторство держится в тайне).
Одним из наиболее известных писателей, использовавших труд «литературных негров», является Александр Дюма-отец, издавший за свою жизнь более трёх сотен романов (см. некоторые подробности в «Трёх Дюма» Андре Моруа).
Аналогично учёных, которые публикуют работы под чужими именами, иногда называют «научными неграми».
В русском языке есть выражение «работать как негр» в значении «много и тяжело работать». В таком смысле «неграми» могут назвать людей, которые выполняют какой-либо труд с крайним усердием, вплоть до вреда собственному здоровью.
«Неграми» (сокращение от слова «негражданин») иногда называют жителей Латвии и (реже) Эстонии, имеющих статус негражданина. (См. апатриды)